# Ashley Adams
Ashley Adams (Tampa, Florida; 7 de agosto de 1996) es una actriz pornográfica y modelo erótica estadounidense.

## Biografía
Nació en el estado de Florida en 1996, en una familia de ascendencia griega, irlandesa e italiana. Fue educada como testigo de Jehová hasta la adolescencia. Contactada por Internet por un agente de la industria, prontamente abandonó el hogar familiar y se trasladó a Las Vegas, donde realizó sus primeros cástines. Debutó como actriz pornográfica en 2014, con 18 años, grabando su primera escena con el actor Johnny Castle.
Como actriz ha trabajado para productoras como Evil Angel, Mofos, Blacked, Pure Taboo, Wicked, Girlfriends Films, Bangbros, Reality Junkies, Digital Sin, Kick Ass, New Sensations, Reality Kings, Digital Playground, Brazzers o Naughty America.
En 2016 recibió su primera nominación en los Premios AVN en la categoría de Mejor escena de sexo en grupo por Manuel Ferrara's Reverse Gangbang 3, junto a Abella Danger, Keisha Grey, Ryan Conner, Aria Alexander, Nina Elle, Karlee Grey, Cherie DeVille y Manuel Ferrara. Un año después grabó su primera escena de doble penetración en la película DP Me 5.
En 2018 tuvo otra nominación en los AVN en la categoría de Mejor escena de sexo lésbico en grupo por Women Seeking Women 140. También fue nominada en los Premios XBIZ a la Mejor escena de sexo en película parodia por How I Fucked Your Mother, junto a Jasmine Jae y Lena Paul.
Ha aparecido en más de 580 películas como actriz.
Otras películas de su filmografía son Anal Flirts, Bang POV, Dippin' Twats,
Hotwife Bound 2, Liaison, Manhandled 9, Pledge, Sister Act o Tits and Oil 2.

## Premios y nominaciones
| Año  | Ceremonia                   | Resultado | Premio                                        | Trabajo                             |
| ---- | --------------------------- | --------- | --------------------------------------------- | ----------------------------------- |
| 2016 | Premios AVN                 | Nominada  | Mejor escena de sexo en grupo                 | Manuel Ferrara's Reverse Gangbang 3 |
| 2018 | Premios AVN                 | Nominada  | Mejor escena de sexo lésbico en grupo         | Women Seeking Women 140             |
| 2018 | Spank Bank Awards           | Nominada  | Blowbang / Bukkake Badass of the Year         | —                                   |
| 2018 | Spank Bank Awards           | Nominada  | Born To Hand Job                              | —                                   |
| 2018 | Premios XBIZ                | Nominada  | Mejor escena de sexo en película parodia      | How I Fucked Your Mother            |
| 2019 | Premios AVN                 | Nominada  | Premio fan: Mejores pechos                    | —                                   |
| 2019 | Premios XBIZ                | Nominada  | Mejor escena de sexo en película de todo sexo | The XXX Rub Down 2                  |
| 2019 | Spank Bank Awards           | Nominada  | Best Spitter / Drooler                        | —                                   |
| 2019 | Spank Bank Awards           | Nominada  | Cock Worshipper of the Year                   | —                                   |
| 2019 | Spank Bank Awards           | Nominada  | Cuckold Queen of the Year                     | —                                   |
| 2019 | Spank Bank Awards           | Nominada  | Most Underrated Slut                          | —                                   |
| 2019 | Spank Bank Awards           | Nominada  | Naughty Babysitter of the Year                | —                                   |
| 2019 | Spank Bank Awards           | Nominada  | Princess of the Piledriver                    | —                                   |
| 2019 | Spank Bank Awards           | Nominada  | Spit Roasted Superstar of the Year            | —                                   |
| 2019 | Spank Bank Awards           | Nominada  | Tweeting Twat of the Year                     | —                                   |
| 2019 | Spank Bank Technical Awards | Ganadora  | Most Likely To Kill Someone During Sex        | —                                   |